# Bédi Buval
Bédi Bastien Buval (ur. 16 czerwca 1986 w Domont) – martynikański piłkarz występujący na pozycji napastnika.

## Kariera klubowa

### Początki w AS Nancy, wyjazd do Anglii
Buval został zauważony przez brytyjskich rekrutujących w wieku szesnastu lat, kiedy trenował w ośrodku szkoleniowym AS Nancy. Po okresie próbnym w Chelsea, w 2003 roku Francuz zdecydował się wyjechać do Anglii i dołączył do Boltonu Wanderers. Początkowo występował tam w drużynie juniorów, a dopiero później został włączony do jego pierwszej kadry. W pierwszym zespole Boltonu spędził rok, jednakże nie rozegrał w tym czasie żadnego spotkania.
W 2006 roku, po groźnej kontuzji kolana Buval wrócił do Francji, do paryskiego klubu Red Star.

### Randers FC
W lipcu 2007 roku Buval podpisał dwuletni kontrakt z duńskim Randers FC. Swój pierwszy sezon w tej drużynie zakończył z 27 występami, podczas których strzelił 7 bramek. W kolejnym sezonie (2008/2009) Francuz rozegrał 30 meczów, zdobywając 8 goli i 5 asyst. Aktywnie przyczynił się do zajęcia przez klub piątego miejsca, które było najlepszą pozycją Randers w Superligaen. Od czasu debiutu był w zespole podstawowym graczem. W ciągu dwóch sezonów wystąpił w 57 ligowych spotkaniach i strzelił 15 bramek. Został również wybrany jednym z trzech najlepszych piłkarzy w historii The horses.
Na początku 2009 roku był obserwowany przez Grenoble Foot 38, jednak nie zdecydował się na transfer.

### Liga grecka i Ekstraklasa
30 lipca 2009 roku Buval przeszedł do greckiego Panthrakikosu. W pierwszej lidze greckiej zadebiutował 23 sierpnia w przegranym 1:2 meczu z Iraklisem Saloniki. Przez sześć miesięcy spędzonych w tym klubie rozegrał 18 spotkań, strzelając trzy gole. 13 stycznia 2010 roku dołączył do drużyny Panioniosu, która zajmowała wówczas wyższą pozycję w Superleague Ellada.
31 sierpnia 2010 roku Francuz podpisał roczną umowę z Lechią Gdańsk, z możliwością jej przedłużenia. Po raz pierwszy wystąpił w Ekstraklasie 17 września przeciwko Cracovii, zdobywając zwycięską bramkę. Kolejne trafienie zaliczył w meczu z Legią Warszawa, wygranym 3:0. Po zakończeniu rozgrywek odszedł z Lechii. W najwyższej klasie rozgrywkowej zagrał 22 razy, strzelając trzy gole.

### CD Feirense i Göztepe AŞ
We wrześniu 2011 roku Buval został zawodnikiem portugalskiego CD Feirense. Rozegrał w nim 20 spotkań, a jego zespół spadł do niższej ligi. W 2012 roku był piłkarzem tureckiego Göztepe AŞ.

## Kariera reprezentacyjna
Rozegrał 1 oficjalny mecz w reprezentacji Martyniki. 16 listopada 2014 roku wystąpił w wygranym 2:0 meczu z Antiguą i Barbudą w ramach Pucharu Karaibów 2014, w którym zdobył bramkę.